# Shang Hai
Shang Hai – chiński zapaśnik w walczący w stylu wolnym. Brązowy medalista mistrzostw Azji w 2014 roku.